# Myra (Band)
Myra ist eine Melodic-Hardcore-Band aus Leipzig.

## Geschichte
Gegründet wurde Myra Ende des Jahres 2003 in Leipzig von Henrik Zeltner (Gitarre), Sebastian Schneider (Schlagzeug) und Robert Seyferth (Bass). Im April stießen mit Sebastian Spillner, welcher einige Zeit beim örtlichen Merchandising-Versandhandel Impericon arbeitete, ein Sänger und mit Gert Rymen ein Gitarrist zur Band. Letzterer verließ die Gruppe jedoch 2005 aufgrund von Zeitmangel wieder. Inzwischen spielt er in der Band Deadlock. 
Sebastian Schneider und Robert Seyferth verließen ebenfalls die Gruppe. Inzwischen spielen Max Weißenfels (Schlagzeug), Felix Thyrolf (Bass) und Ron Henkel (Gitarre) bei Myra.
Die selbst produzierte gleichnamige EP, welche 2006 erschien, verkaufte sich 500 mal und war direkt ausverkauft. 2008 unterschrieb die Gruppe einen Vertrag mit dem Label European Label Group. Am 6. September 2008 trat die Gruppe als Opener für unter anderem The Parachutes, Callejón und Caliban auf dem Spack! Festival in Höhr-Grenzhausen auf. Am 13. Oktober erschien das Debütalbum The Venom It Drips, welches unter anderem vom Ox-Fanzine kritisiert wurde.
Am 3. Juli 2009 spielte Myra auf dem With Full Force auf der Hardbowl-Bühne als Opener für No Turning Back, Nasty, Crushing Caspars, The Red Chord, Maroon, Comeback Kid und Die Kassierer. Wenige Wochen zuvor spielte Myra erstmals auf dem Mair1 Festival (zu dem Zeitpunkt noch Mach1 Festival) im rheinland-pfälzischen Montabaur. 2011 folgte der zweite Auftritt der Band auf dieser Veranstaltung. Im August 2009 folgte ein Auftritt auf dem Sucks'n'Summer Festival, welches im sächsischen Leisnig stattfand. Weitere bestätigte Bands waren unter anderem Agnostic Front, Born from Pain, Evergreen Terrace, Suicide Silence, Heaven Shall Burn und Your Demise.
Am 14. Mai 2010 wurde mit Godspeed das zweite Album der Band veröffentlicht. Dieses erhielt unter anderem Kritiken von Vampster. Mit New Blood Will Run und Said & Done veröffentlichte die Gruppe bereits zwei Musikvideos. Über Broken Silence werden die Veröffentlichungen der Band in Deutschland, Österreich, der Schweiz, Frankreich und auf Großbritannien vertrieben. In den USA erfolgt der Vertrieb über Interpunk.
Am 11. Juni 2011 spielte Myra mit der Band Cataract auf dem Bam In Your Face Festival in Pößneck vor 500 Zuschauern.
Ihr viertes Album FCK VLK finanzierten Myra mithilfe einer Fundraising-Kampagne. Es wurde am 9. März 2018 veröffentlicht.

## Stil

### Musik
Myra spielen Melodic Hardcore, der auch viele Metalcore-Elemente aufgreift. Der Musikstil wird von Bands wie In Flames, Killswitch Engage, Devin Townsend, At the Gates, Soilwork und Poison the Well beeinflusst. Sänger Spillner verwendet hauptsächlich gutturalen Gesang, darunter Screamings, Shoutings und Growls. Cleaner Gesang kommt seltener vor.

### Texte
In ihren Texten greift Myra politische und gesellschaftliche Themen auf. Auch verarbeiten die Musiker in den Texten persönliche Erfahrungen. Die Musiker sind gegen Totalitarismus, Rassismus und Faschismus. Myra unterstützt die Bewegung „Good Night White Pride“ der Hardcore-Punk-Szene gegen nationalsozialistische Gruppierungen, die versuchen in dem Genre Fuß zu fassen.

### Lebensweise
Die meisten Bandmitglieder leben vegan, sind Vegetarier oder leben nach Straight Edge.

## Diskografie

### EPs
- 2006: Myra (Eigenproduktion)
- 2016: Collapse x Rise x Defeat x Repeat

### Alben
- 2008: The Venom It Drips (European Label Group)
- 2010: Godspeed (European Label Group)
- 2014: Valley
- 2018: FCK VLK (Kick the Flame, Broken Silence)